# Richard Eccles

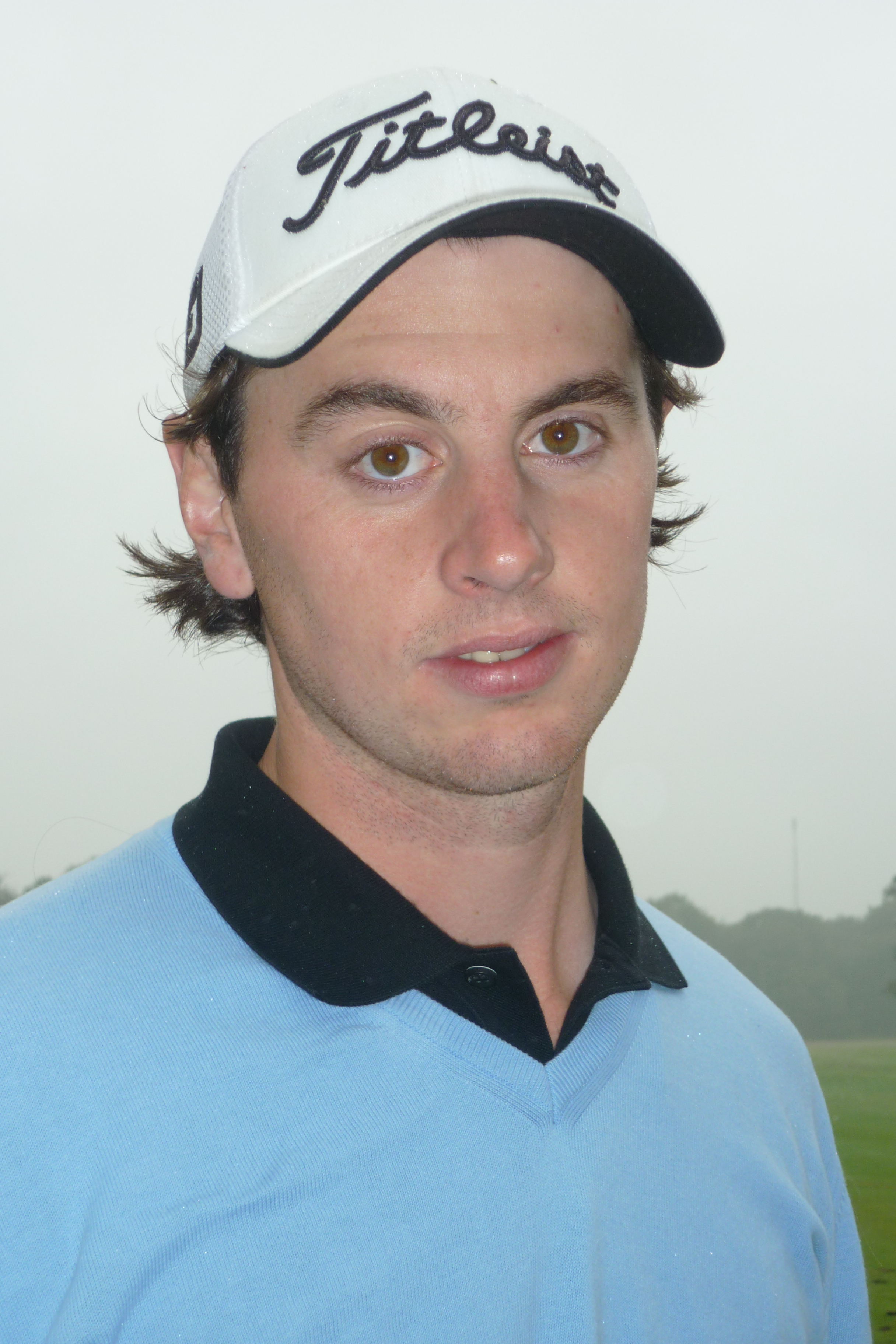
KLM Open 2010.

Richard Eccles (12 juli 1985) is een Nederlandse golfprofessional.
In 2007 heeft hij de wedstrijden van de Nederlandse PGA gespeeld en eindigde in de Top-15. In 2008 en 2009 speelde hij op de EPD Tour. In 2009 werd hij 3de op onder andere de Delfland Invitational met een score van -5. In juni 2009 vestigde Eccles tijdens de tweede ronde van de Delfland Invitational een nieuw baanrecord met een score van 64.
Een maand later vond hij voor drie jaren een sponsor.
In 2010 kwalificeerde hij zich voor het KLM Open door een week eerder op de tweede plaats te eindigen bij de Twente Cup. Hij deelde die tweede plaats met Ramon Schilperoord en Robin Swane maar slechts een van hen kon een wildcard voor het Open krijgen. Voor die kwalificatie speelden ze een play-off die door Eccles gewonnen werd.